# Morsano di Strada
Morsano di Strada (Morsan di Strade in friulano) è l'unica frazione di Castions di Strada e contava poco meno di 1 000 abitanti al censimento 2001 .

## Geografia fisica
Morsano di Strada si trova nel medio Friuli, tra Codroipo e Palmanova, presso la strada statale 252, a 19 km a sud del capoluogo di provincia, Udine. Si trova a 40 km dal mare Adriatico (Lignano Sabbiadoro e Grado), a 50 km dalle Alpi Carniche e due nazioni, la Slovenia e l'Austria distano meno di un'ora d'auto.
Confina a est con Gonars, a sud con Corgnolo (frazione di Porpetto), a ovest con il capoluogo del comune Castions di Strada e a nord con Gris (frazione di Bicinicco) e Chiasiellis (frazione di Mortegliano), verso i quali il confine è disegnato dalla statale n. 252.

## Storia

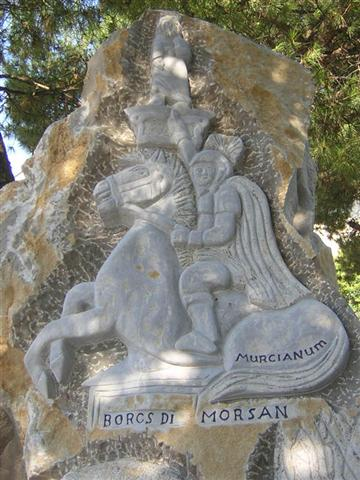
Scultura di Eligio D'Ambrosio raffigurante Murcius, mitico fondatore del paese

Tradizionalmente, si suppone che il nome sia di origine latina e che derivi da un praedium Murcianum o Mursianum ("podere di Murcio" o "di Mursio"), come accade in genere ai toponimi terminanti in "-ano".
L'origine di Morsano risalirebbe dunque probabilmente al II secolo a.C., durante il periodo della colonizzazione romana della zona di Aquileia e della bassa friulana, legata forse ad un'assegnazione di terre ad un colono romano di nome Murcius o Mursius. Un abitato si sviluppò in seguito alla vicinanza con la via Postumia, la via che percorreva il territorio, mettendo in comunicazione Genova e Aquileia. Una frequentazione della zona è attestata tuttavia solo da ritrovamenti sporadici nei dintorni (tombe, monete, utensili ecc.).
Durante il dominio longobardo si ebbe forse la dedica di una chiesa a Maria Maddalena, il cui culto era diffuso in particolare presso questo popolo.
La prima testimonianza scritta del nome Morsano risale al 13 luglio 1031 quando fu solennemente consacrata la rinnovata basilica di Aquileia: tra i beni di cui la chiesa viene dotata è la villa de Castellone con la villa de Mursiano e pertinenze, da Sant'Andrat fino a Gonars e al bosco. Il capitolo della cattedrale, prima di Aquileia e poi di Udine (dal 1751 mantenne la signoria feudale sulle terre di Morsano, fino all'abolizione dei domini feudali nel 1797. Nel XII secolo Morsano risulta una "villa" con una propria "curia" separata e mantenne una sua autonomia locale.
Le prime case in muratura, con tetto in coppi, sono attestate solo a partire dal XVI secolo.
Nel corso della guerra di Gradisca del 1615 morirono di peste a Morsano dieci soldati veneziani, che vennero seppelliti nel cimitero del paese.

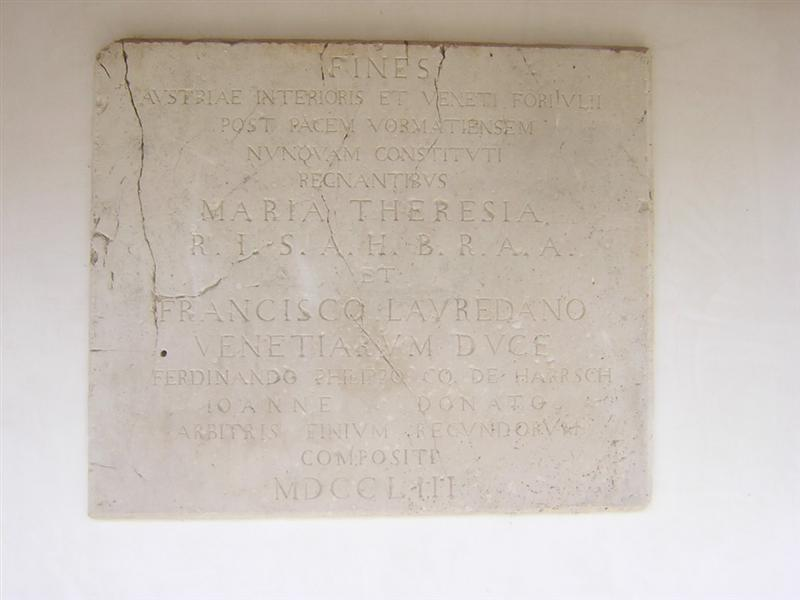
Lapide già parte del "termine maggiore" (colonna di confine) tra Morsano veneziana e Gonars austriaca

Morsano si trovò al confine tra la Repubblica di Venezia ed un'enclave dell'Impero asburgico che comprendeva Gonars, Fauglis e Castello, all'epoca "contea principesca di Gradisca" e accorpata nel 1754 alla contea di Gorizia ("contea di Gorizia e Gradisca"). Su un muro della canonica di Gonars si conserva una pietra che segnava il confine fra i due comuni, collocata nel 1753, dopo gli accordi fra l'impero austriaco e la Serenissima. Morsano godette quindi di un periodo di prosperità e la popolazione del paese, che non aveva mai superato il centinaio di abitanti, giunse a raddoppiare.
Durante l'occupazione napoleonica Morsano perdette nel 1806 la propria autonomia per divenire frazione di Castions. La chiesa centrale fu spogliata di tutti gli ornamenti di valore e la chiesetta di San Pellegrino fu demolita per favorire il movimento delle truppe.
Nell'Ottocento acquisì la denominazione di "Morsano di Strad' Alta" che divenne quindi parte integrante del nome. La via Postumia, che attraversava il paese (ne furono ritrovate le tracce nel 1862, in passato aveva infatti il nome di Stradalte, ovvero "Strada Alta", in contrapposizione ad una "strada bassa" , la via Annia (attuale statale triestina), la quale passa a qualche chilometro a sud. Viene invece chiamata impropriamente Stradalte la statale 252, che passa a nord del paese, ricalcando un tracciato di origine medioevale, percorso da crociati e pellegrini che si dirigevano ad Aquileia ad imbarcarsi per l'Oriente e desideravano evitare la zona paludosa verso sud. Tale strada fu anche spesso utilizzata per le incursioni provenienti dall'est, in particolare degli Ungari e viene infatti spesso chiamata "Ungarica" o "Ongaresca". Successivamente venne sistemata dai francesi durante le campagne napoleoniche contro gli austriaci ed è conosciuta anche come "Strada Napoleonica".
Le due famiglie più importanti del paese erano i Mugani e gli Antivari, che hanno lasciato le tombe di famiglia nel cimitero del paese e la villa Mugani. Si trattava dei proprietari della maggior parte dei terreni, nei quali gran parte della popolazione lavorava a mezzadria.
Come il resto del Friuli passò in seguito al trattato di Campoformio sotto il dominio austriaco e nel 1866 al regno d'Italia in seguito al plebiscito tenutosi alla fine della terza guerra di indipendenza. Le cronache riportano come tutti i morsanesi si siano recati alle urne circondati da bandiere tricolori spiegate e con il "SI" già stampato sulle schede infilate nel cappello. Il confine del regno d'Italia, tra il 21 luglio al 12 agosto 1866 (giorno dell'armistizio di Cormons tra italiani ed austriaci), divideva Morsano italiana dalla contigua Gonars austriaca.
Negli anni 1880 anche Morsano, che allora contava 500 abitanti, fu colpita dalla crisi agricola, che comportò l'inizio del fenomeno dell'emigrazione, prima verso l'Austria (incluso il Friuli austriaco) e la Germania, dove i friulani trovavano impiego nelle industrie tessili e nelle fornaci, e in seguito verso l'Argentina, il Canada e l'Australia. A Castions il clero locale fondò una società cooperativa ("Società cattolica cooperativa Sant'Antonio di mutuo soccorso delle disgrazie dei bovini e della latteria sociale") di cui fecero parte tutti gli agricoltori di Morsano.

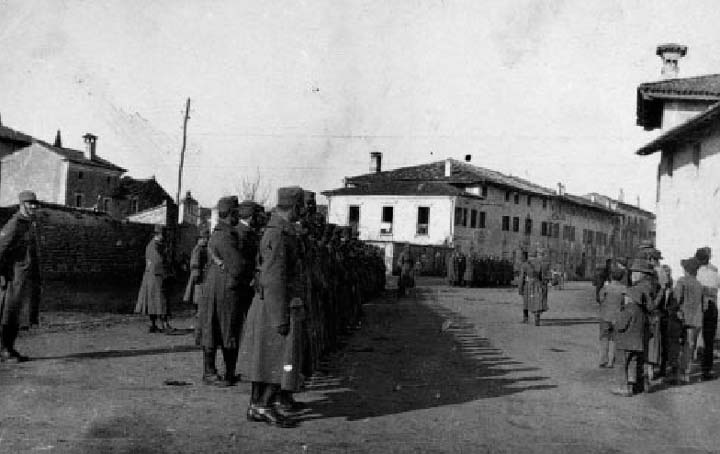
Un reparto dell'esercito austriaco nel centro di Morsano di Strada nel 1917 dopo la rotta di Caporetto

Durante la prima guerra mondiale i reparti militari italiani si stanziarono a Morsano già dal 2 aprile del 1915. Dopo la rotta di Caporetto gli austriaci invasero il paese, causando saccheggi e distruzioni e deportando gli uomini nel Campo di internamento di Katzenau e nei campi di internamento di Milovitz (poi diventata Milovice) e Marchtrenk. Una violenta epidemia di tifo causò nel 1916 una quarantina di morti. Morsano venne liberata il 4 novembre del 1918.
La tradizione locale ricorda la partecipazione di alcuni giovani morsanesi all'Impresa di Fiume di Gabriele D'Annunzio, che tuttavia non è attestata da alcun documento.
Nel 1926 nacque la "Latteria sociale Turnaria" che fu il centro dell'economia del paese per i successivi sessant'anni. Alcuni morsanesi parteciparono alla conquista dell'Etiopia (1935-1936) e alla guerra civile di Spagna. Morsano vide inoltre l'emigrazione verso l'agro pontino che in quegli anni si andava bonificando.
Durante la seconda guerra mondiale anche Morsano ebbe i suoi caduti, in particolare sul fronte greco-albanese e in Africa, e subì le incursioni degli aerei alleati. Dopo l'armistizio dell'8 settembre 1943 Morsano fece parte dell'"Adriatisches Küstenland", che incluse le province di Gorizia, Trieste, Lubiana, Fiume e Udine nella Germania. Morsano venne occupata da truppe naziste che comprendevano anche cosacchi a cavallo. Vi furono diversi rastrellamenti tedeschi contro i partigiani della "XI brigata Sguazzin", appartenente alla divisione partigiana "Osoppo", di ispirazione liberal-cattolica, e della "III brigata Montina" e della "brigata Rosso", che appartenevano invece alla divisione partigiana "Garibaldi", di ispirazione comunista.

### Situazione economica locale
Nel dopoguerra fu completata la bonifica delle zone a sud del paese ed estesa la rete idrica per l'irrigazione a tutti i terreni. Contemporaneamente si ebbe l'elettrificazione e l'asfaltatura delle strade. Le migliorate condizioni comportarono una crescita economica e demografica (negli anni ottanta furono raggiunta una popolazione di circa 1 000 abitanti).
Solo il 2,5 per cento dei morsanesi è impegnato nelle tradizionali attività di agricoltura e allevamento: la latteria sociale venne chiusa negli anni Ottanta e agli inizi degli anni novanta l'ultima stalla venne chiusa. L'economia si basa su piccole imprese artigianali (falegnami, costruttori edili e addetti a vario titolo all'industria meccanica).

## Monumenti e luoghi d'interesse

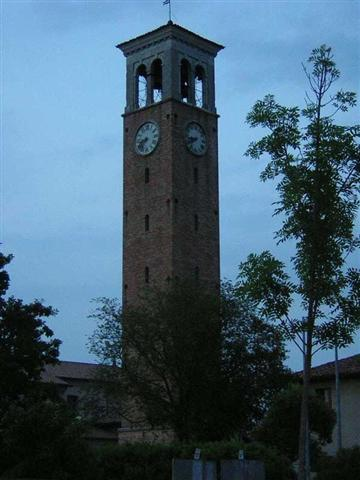
Il campanile di Morsano di Strada

- Chiesa parrocchiale dedicata a Santa Maria Maddalena, costruita nel XVIII secolo con il campanile e più volte rimaneggiata, fino agli ultimi restauri nel 1992. Il campanile è stato restaurato nel 2006 ed è visitabile a richiesta. Dal campanile nelle giornate limpide è possibile intravedere il mare.
- Chiesetta di Santa Maria Ausiliatrice. Eretta nel 1872 per volere del vescovo ausiliare di Udine, Pietro Antonio Antivari, nativo di Morsano. La chiesetta, sebbene la corte all'interno della quale è collocata sia di proprietà privata, è comunque visitabile ed aperta al pubblico.
- Il "Busto di mons. Antivari" presso l'omonima piazza. Fusione in bronzo su base di pietra dell'artista morsanese Giovanni Sicuro, in arte "Minto".
- La "Porta di Luce" presso la cappella del cimitero. Opera scultorea in marmo e acciaio del "Minto".
- Monumento ai caduti civili e militari delle due guerre mondiali
- Colonna di San Pellegrino delle Alpi, eretta nel 1907 per collocarvi la statua del santo proveniente dalla distrutta chiesa di San Pellegrino della Stradalta. Secondo una leggenda locale quando fu demolita la chiesetta gli abitanti del capoluogo comunale di Castions vollero impadronirsi della statua, ma i buoi che trainavano il carro, arrivati a Morsano non ne avrebbero più voluto sapere di proseguire, sicché la statua rimase a Morsano. In realtà è più verosimile ritenere che la statua fosse una copia dell'originale in quanto si trattava di una statua di cemento e non di pietra. Mentre la vecchia statua di cemento è conservata nel centro polifunzionale del paese, una nuova statua di pietra opera dello scultore Giovanni d'Artegna al secolo Giovanni Patat, è stata collocata sulla colonna nel 2003 ed è ben in mostra nella piazza principale del paese.
- La scuola elementare, istituita nel 1805 in una sala adiacente alla canonica, fu spostata in un edificio dedicato nel 1914 sulla strada verso il capoluogo comunale e in seguito in un nuovo complesso edificato nel 1962, nei pressi della chiesa parrocchiale: la scuola venne quindi chiusa nel 1998 e adibita a centro polifunzionale; ospita mostre temporanee e conferenze.

## Cultura

### Attività sportive e culturali
In paese sono presenti diversi impianti sportivi e per molti anni la squadra di calcio locale ha militato nelle serie dilettanti provinciali. Esiste la squadra degli Amatori Calcio Morsano che milita nel campionato della Lega del Friuli Collinare.
Nel 1982 viene realizzato un campo di tennis in cemento vicino al centro paesano. Successivamente si aggiungono anche gli spogliatoi; la struttura è utilizzata da un'associazione sportiva amatoriale.
Negli anni Ottanta esisteva anche una squadra ciclistica giovanile.
Tradizionalmente la manifestazione paesana più importante si teneva a settembre in concomitanza con la festa religiosa del "Perdón".
Per due volte, il 7 dicembre 2007 e nel settembre 2008, si è invece tenuta la festa paesana denominata "Morsan in Place" (Morsano in piazza) che ha richiamato centinaia di paesani ed è culminata con i fuochi d'artificio attorno alla colonna di San Pellegrino.

### Onomastica

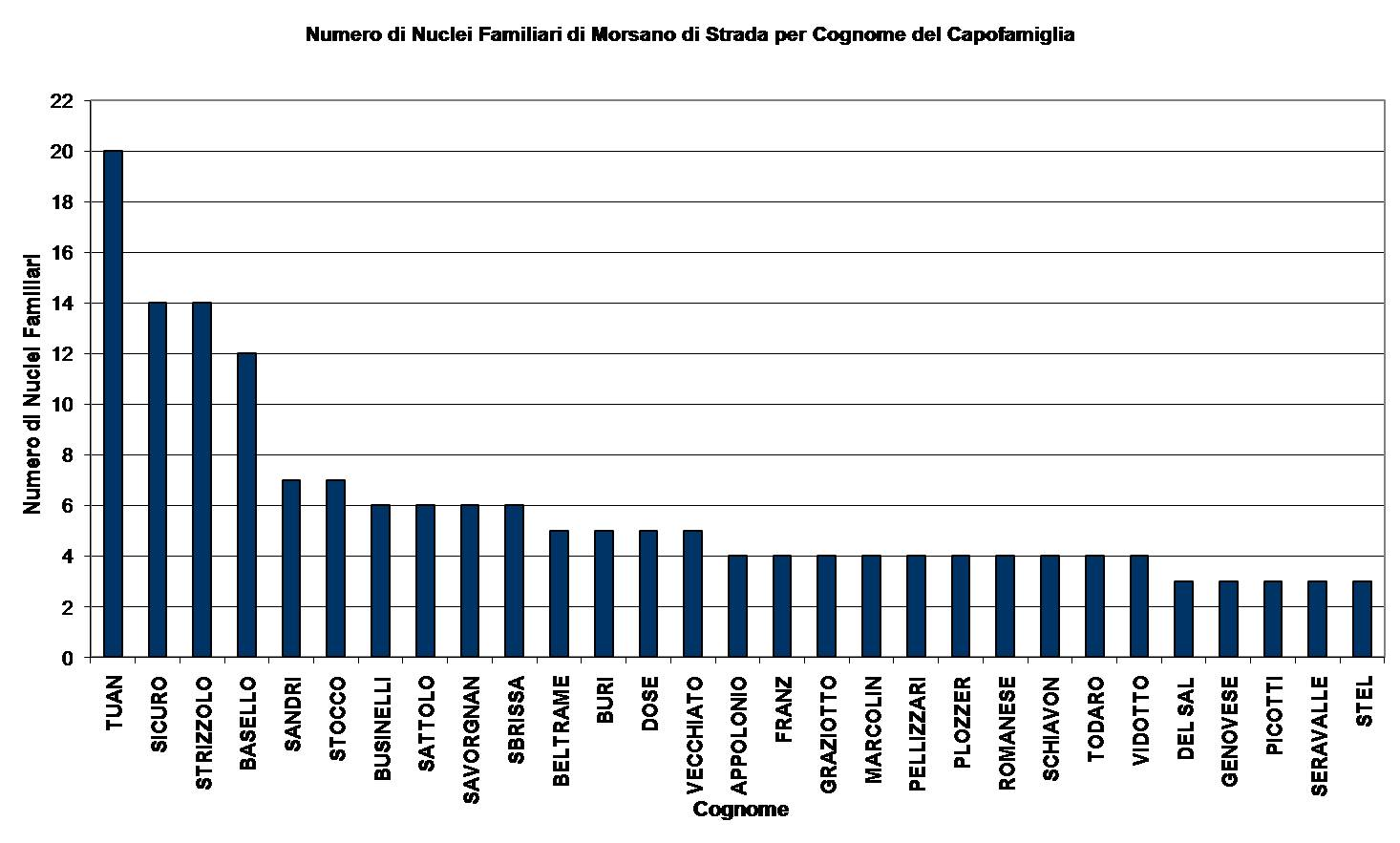
grafico con i cognomi più diffusi a Morsano di Strada secondo i dati rilevati nel 2004

Molti dei cognomi presenti a Morsano nel '600, secolo in cui i registri parrocchiali iniziarono ad annotare i battesimi dei paesani, sono scomparsi. Tuttavia, i cognomi più diffusi hanno radici storiche che vanno indietro di qualche secolo. In particolare, i cognomi più vecchi, presenti in paese, sono (la data indica l'anno in cui il cognome appare annotato sui registri parrocchiali per la prima volta):
- 1570 Sattolo
- 1600 Tuan
- 1650 Franz, Tartaro, Entessano
- 1700 Bertossi, Sicuro, Vidotto
- 1750 Sandri, Romanese, Strizzolo, Savorgnan(i)
- 1766 Cecconi

### Il progetto Morsano paese delle maschere
Fin dal 1929 i giovani morsanesi si riunivano a carnevale e vestendo delle maschere si esibivano in alcune recite satiriche, il più delle volte in friulano, esibendosi nelle piazze del paese ed in quelle dei paesi vicini. Le recite dei teatranti di Morsano all'epoca erano molto famose e si protrassero fino alla fine degli anni Cinquanta. All'epoca, "le mascarade di Morsan" o "Lis mascaris di Morsan" (le maschere di Morsano) come sinonimo di guasconi teatranti da strada che si esibivano in maschera in occasione del Carnevale, erano famosi a livello locale e le loro esibizioni erano ragione di attrattiva verso il paese.
Un libro "Le mascarade. Le recite dei teatranti in maschera a Morsano di Strada e Gonars negli anni Cinquanta" ricorda questa importante esperienza paesana.
Inoltre, da molti anni parecchi morsanesi sono attivi nella produzione di maschere carnascialesche tramite il gruppo paesano "Lis Mascaris Archiviato il 6 ottobre 2007 in Internet Archive." che ha portato questa produzione nelle sfilate più prestigiose del mondo (inclusi i carnevali di Rio de Janeiro, Avana, Caracas, Montevideo, Cento e Abano Terme).
Anche Mauro Paviotti, fotografo artistico, da anni residente a Morsano, si è cimentato nella realizzazione di foto il cui tema è la "maschera". Un esempio ne è la collezione "I Nuovi Guardiani" completata nel 2000.
Da tempo in paese c'è la volontà di cristallizzare queste esperienze ed interesse paesano per le maschere. Ultimamente si stanno moltiplicando le iniziative a sostegno concreto del progetto "Morsano Pais da Mascaris " (Morsano paese delle maschere).
Tra i progetti in corso di valutazione ci sono un monumento che ricordi i teatranti degli anni Cinquanta, la realizzazione di svariati Murales raffiguranti maschere e carnevali del mondo, intitolare una via a "Le Mascarade", un simposio internazionale sulle tecniche di costruzione di maschere, una festa biennale dedicata all'arte delle maschere.
Le varie idee sono in corso di realizzazione. Lo scopo ultimo è quello di far identificare Morsano di Strada come "Morsan da Mascaris" (in friulano "Morsano delle Maschere") ovvero "il paese delle maschere".

Una folla numerosa assiste alla rappresentazione di "Le Mascarade" in piazza Giulio Cesare a Gonars.
"Le Mascarade" in scena a Gonars in Piazza Giulio Cesare.
Foto di gruppo dei teatranti in maschera paesani
Inizio anni Cinquanta. "Le Mascarade" è arrivata in piazza Giulio Cesare a Gonars, di fronte all'allora cinema "Italia".
Fine anni Quaranta: gli attori di "Le Mascarade" in posa sul carro che fungeva da palcoscenico mobile.
A destra e a sinistra del palco si intravedono i volti dei tanti bambini che, vocianti, acclamavano l'arrivo dei teatranti in maschera.

## Geografia antropica

### I borghi
Tradizionalmente Morsano non ha mai avuto una divisione in borghi ben delimitata, ma piuttosto delle zone indicate con toponimi tradizionali. Di borghi si inizia a parlare in all'inizio degli anni ottanta quando venne istituito un locale torneo di calcio, il torneo dei borghi appunto. I borghi hanno poi assunto una maggiore rilevanza in particolare con l'istituzione delle varie feste del borgo, occasionalmente organizzate dagli abitanti di una specifica zona del paese.
- Borc Centrâl ( colore simbolo il bianco)
- Borc di Sore (colori simbolo il blu e il rosso)
- Borc di Palme (colori simbolo giallo oro e verde)
- Borc dai Siôrs (colore simbolo il rosso).

Albo d'Oro del "Trofeo dai Borcs"
- 1983 Borc di Sore (Calcio a Undici)
- 1984 Borc di Sore (Calcio a Undici)
- 1985 Borc di Sore (Calcio a Undici)
- 1986 Borc Centrâl (Calcio a Undici)
- 2000 Borc di Palme (Calcio a Sei)
- 2006 Borc Centrâl (Giochi Vari - Ragazzi)
- 2007 Borc Centrâl (Calcio a Sei), Borc dai Siôrs (Coppa Chiosco), Borc di Sore (Sedon di Len)
- 2008 Borc di Palme (Calcio a Cinque), Borc dai Siôrs (Coppa Chiosco e Sedon di Len)
- 2009 Borc di Centrâl (Vincitore Trofeo), Borc di Centrâl (Calcio a Cinque), Borc Centrâl (Pallavolo), Borc di Sore (Calcio Tennis), Borc dai Siôrs (Coppa Chiosco e Sedon di Len)
- 2010 Borc di Sore (Vincitore Trofeo), Borc di Palme (Calcio a Cinque), Borc Centrâl (Pallavolo), Borc Centrâl (Dodgeball), Borc di Sore (Calcio Tennis under 40), Borc di Sore (Calcio Tennis over 40), Borc dai Siôrs (Coppa Chiosco), Borc dai Siôrs (Briscola) e Borc Centrâl (Sedon di Len)
- 2011 Borc di Palme (Vincitore Trofeo), Borc di Palme (Calcio a Cinque), Borc Centrâl (Pallavolo), Borc di Sore (Calcio Tennis), Borc dai Siôrs (Coppa Chiosco), Borc dai Siôrs (Urlo Morsanico), Borc Centrâl (Tiro alla Fionda) e Borc di Sore (Sedon di Len)
- 2013 Borc Centrâl (Vincitore Trofeo),Borc dai Siôrs (Sedon di Len), Borc di Sore (Tennis Senior), Borc Centrâl (Tennis Junior)

Albo d'Oro del Torneo dei borghi (Torneo di Briscola)
- 2007 Borc Centrâl, Borc di Palme (Sedon di Len)
- 2008 Borc di Sore, Borc di Palme (Sedon di Len)

PS La Sedon di Len viene attribuita all'ultimo classificato.

## Galleria d'immagini

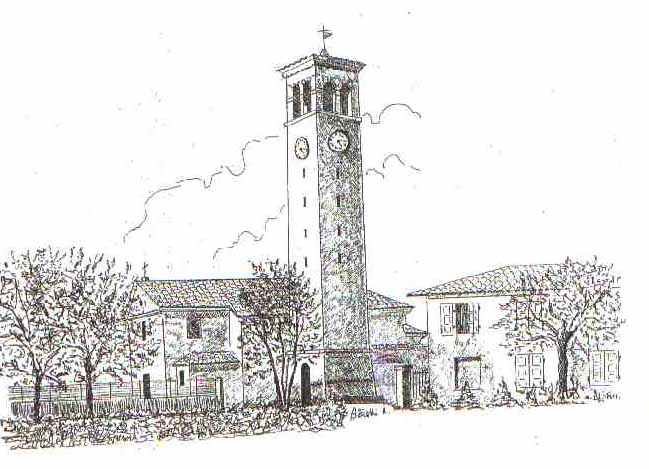
Il disegno della chiesa del paese a cura di Roberto Biscotti
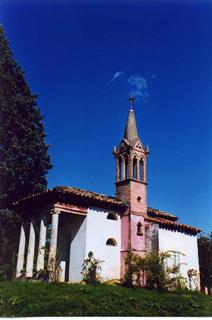
Chiesetta di Santa Maria Ausiliatrice
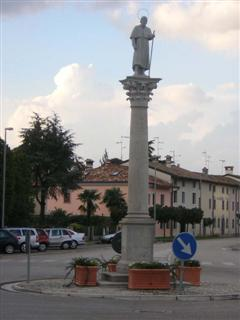
Colonna di San Pellegrino delle Alpi